# Monolistra schottlaenderi
Monolistra schottlaenderi é uma espécie de crustáceo da família Sphaeromatidae.
É endémica de Itália.